# Jerzy Mazzoll

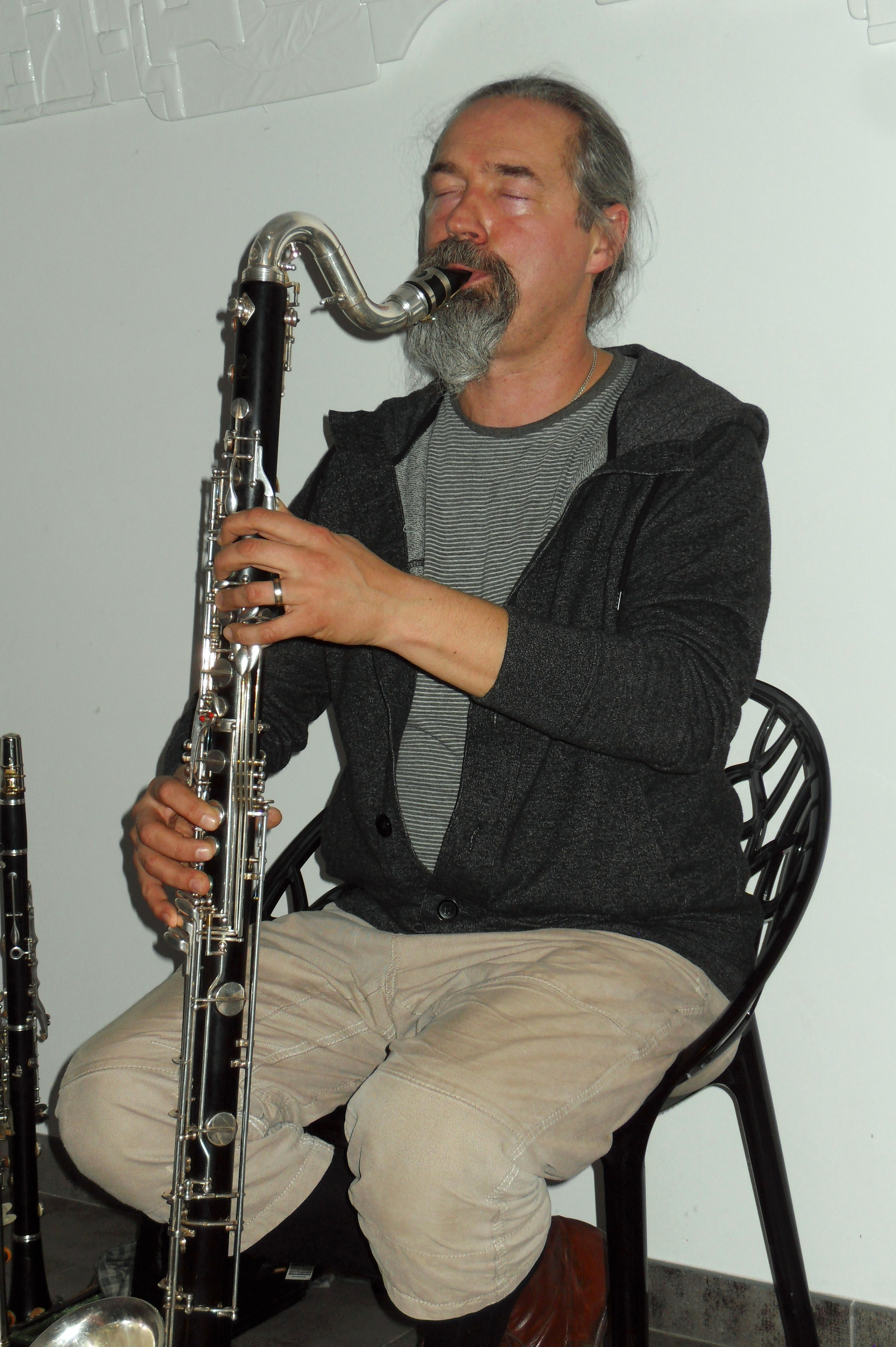
Jerzy Mazzoll (2014)

Jerzy Mazzoll (* 19. Dezember 1968 in Danzig als Jerzy Mazolewski), oft einfach Mazzoll, ist ein polnischer Jazzmusiker und war eine der zentralen Figuren des Yass. Er spielt vor allem Klarinette.

## Leben und Wirken
Im Alter von acht Jahren begann Mazzoll seine musikalische Ausbildung als Schüler von Tadeusz Kamiński. Anfang der 90er Jahre wurde er Teil der im Entstehen befindlichen Yass-Szene. U. a. war er kurzzeitig Mitglied ihrer Flaggschiff-Band Miłość. Später gründete er zahlreiche eigene Bands, insbesondere Arhythmic Perfection (gegründet 1994). Mit ihr nahm er u. a. das von Eric Dolphys Out to Lunch! inspirierte Live-Album Out Out to Lunch auf. 1997 erschien auch Rozmowy S Catem, eine Kooperation der Band mit Kazik.
Mazzoll galt als Bindeglied zwischen den beiden Zentren des Yass, Danzig und Bydgoszcz. Auf seine Initiative hin fand 1995 in Sopot das erste Festival Neuer Improvisationsmusik (I Festiwal Nowej Muzyki Improwizowanej). 1991/92 wohnte er fast ein Jahr lang in Deutschland, wo er seinen Künstlernamen Mazzoll annahm. Dort lernte er auch u. a. Tony Oxley, Peter Brötzmann und Derek Bailey kennen. Letzterer lud ihn zum Company Festival nach London ein. Auch in den darauffolgenden Jahren lebte er zeitweise im Ausland, in Deutschland und den Niederlanden.
Im Herbst 1995 wurde bei Mazzoll Krebs festgestellt. Er wurde erfolgreich operiert und spielte kurz nach dem Eingriff mit Arhythmic Perfection als Vorband für Fred Frith.
Um die Jahrtausendwende löste sich die Yass-Szene allmählich auf. Mazzolls späteres Werk wird üblicherweise der Neuen Improvisationsmusik zugeordnet, er experimentiert allerdings oft mit vielen verschiedenen Musikstilen.
Im Laufe seiner Karriere spielte Mazzoll unter anderem mit Django Bates, Peter Brötzmann, Tony Oxley, Peter Kowald, Kazik Staszewski, Marcin Świetlicki und Tomasz Stańko. 2021 erschien MazzBoxx, ein gemeinsames Projekt mit Igor Boxx, der Konzertaufnahmen von Mazzoll von 2008 nutzte, um aus ihnen ganz neue Musik zu schaffen.
Sein jüngerer Bruder ist Wojciech Mazolewski, Leader der Band Pink Freud.

## Diskografische Hinweise
- Mazzoll & Arhythmic Perfection a (GOWI, 1995)
- Mazzoll & Arhythmic Perfection Out Out to Lunch (Jazz S.C., 1996)
- Mazzoll, Kazik & Arhythmic Perfection Rozmowy s catem (Mózg Production, 1997)
- Single 3 (BlauHoffer, 2000)
- Arhythmic Brain From the Beginning to the End (Mózg Production, 2003)
- MazzSacre +/– (Instant Classic, 2015)
- MazzBoxx mit Igor Boxx (Audio Cave, 2021)
- Piotr Komosiński/Jerzy Mazzoll Pory (2025)[2]